# Oscar Félix González
Oscar Félix González (Villa Dolores, Córdoba, 20 de enero de 1948) es un médico y político argentino perteneciente al Partido Justicialista, tres veces Diputado de la Nación Argentina por Córdoba y Secretario de Comunicaciones de la Nación Argentina.
El sábado 29 de octubre de 2022, saliendo de Mina Clavero, en el km 10 al que llaman Niña Paula, cruzó la doble línea amarilla, atropelló y asesinó a Alejandra Bengoa. Su hija menor, Marina, y Alexa, su amiga, quienes también iban en el vehículo, resultaron gravemente heridas. Alexa quedó cuadripléjica. Está imputado por homicidio culposo agravado y lesiones culposas agravadas.

## Orígenes y trayectoria
Es un médico cirujano, egresado de la Facultad de Medicina y Psicología -luego escindida- de la Universidad Nacional de Córdoba con diploma de Medalla de Oro en 1971. Adhirió al peronismo, y dentro de éste al Frente Justicialista de la Renovación, encabezado por José Manuel de la Sota, convirtiéndose en el referente político más importante del Departamento San Javier.
Así las cosas, en las elecciones generales del 6 de septiembre de 1987, que marcaron una importante recuperación del justicialismo en Córdoba, Oscar González fue elegido Diputado de la Provincia de Córdoba; en tanto que, su aliado político local Melchor Martino, se impuso como Intendente de Villa Dolores, tradicional bastión radical. Con estos resultados, González fue designado por sus pares de bancada presidente del Bloque Justicialista en la Cámara de Diputados de la Provincia de Córdoba.
Antonio Cafiero, electo gobernador de Buenos Aires en aquel año y convertido en presidente del Partido Justicialista, convocó a elecciones internas para elegir la fórmula presidencial peronista de 1989. Rodeado de peronistas renovadores, el bonaerense rechazó a José María Vernet -gobernador de Santa Fe- como candidato a Vicepresidente de la República Argentina, optando por José Manuel de la Sota. El 9 de julio de 1988 se realiza la elección por el voto directo de los afiliados en distrito único, y Menem logra vencer con el 53,4% de los votos. No obstante, Cafiero y de la Sota se imponen ampliamente en Córdoba; por lo que, en acuerdo político, Menem decidió integrar la lista de candidatos a diputados nacionales del FREJUPO con José Manuel de la Sota y Oscar González entre otros dirigentes de la renovación peronista. En las elecciones generales del 14 de mayo de 1989, el peronismo de Córdoba obtiene cuatro bancas y González es electo Diputado de la Nación Argentina.
Fue designado Secretario de Estado de la Tercera Edad, y luego Secretario de Acción Social; ambos cargos dependientes del Ministerio de Salud y Acción Social de la Nación Argentina. Desde allí, distanciado de de la Sota, integró el Frente Justicialista Cordobés (FREJUCO) -un corriente de adhesión al presidente Carlos Menem que desafió con éxito la conducción de la Sota- liderado por Domingo Cavallo, Juan Schiaretti y María Leonor Casari de Alarcia. Sin embargo, ubicado en el quinto lugar de la lista de candidatos legislativos nacionales, no consiguió ser reelegido Diputado de la Nación Argentina en la elección del 3 de octubre de 1993. Al finalizar su mandato, el presidente Menem lo designó Secretario de Comunicaciones de la Nación Argentina.
El 14 de mayo de 1995 se presentó como candidato a Vicegobernador de Córdoba con la fórmula Guillermo Johnson-Oscar González, donde perdió contra Ramón Mestre. Desde entonces su influencia partidaria comenzó a decaer gradualmente. En medio del proceso de normalización interna del Partido Justicialista de Córdoba, integró la "Lista 10 - Unidad para la Victoria" que convirtió nuevamente a José Manuel de la Sota en presidente de la Mesa Ejecutiva del Consejo Provincial Justicialista en los comicios internos del 27 de abril de 1997. No obstante el bajo porcentaje de votos obtenido por el peronismo en las elecciones legislativas del 26 de octubre de ese año -obtuvo el segundo lugar con el 30% de los sufragios-, González -segundo en la Lista detrás de Humberto Roggero- es electo Diputado de la Nación Argentina por segunda vez.
El 12 de julio de 1999 el gobernador José Manuel de la Sota lo designa Ministro de Gobierno, cargo que ostentará hasta el 5 de diciembre de 2001; cuando renuncia para asumir nuevamente como Diputado de la Nación Argentina, tras obtener una banca en las elecciones del 14 de octubre de ese año.

## Candidato a Gobernador
El 25 de febrero de 2003 se constituyó la alianza política "Frente por la Lealtad", en apoyo a Carlos Menem como candidato a Presidente de la República Argentina, y Oscar González comprometió su respaldo político a la misma. Aunque Menem no logró suficientes votos para retornar al poder, González se postuló para Gobernador de Córdoba por fuera de la estructura partidaria controlada por  de la Sota. Encabezó la fórmula menemista -UCeDe, Movimiento de Unidad Vecinalista y Nuevo País- del Frente con el liberal Rodrigo Agrelo como compañero de lista.
Propuso, entre otras medidas, "atender el problema de la delincuencia juvenil en forma integral, abriendo todo el día y todos los días las escuelas situadas en zonas de alta vulnerabilidad y preparando especialmente a las fuerzas de seguridad para el trato con los menores"; la designación de los directores médicos hospitalarios por sistema de concurso obligatorio, y la ampliación de los planes de empleo en coordinación con los municipios.
En la elección provincial del 8 de junio de 2003, con tres fórmulas encabezadas por peronistas -la de Unión por Córdoba con José Manuel de la Sota, la de González y la del Nuevo Movimiento con Horacio Obregón Cano que respaldaba a Adolfo Rodríguez Saá-,  de la Sota se impuso ampliamente y González -perjudicado por la debacle política de Menem- obtuvo el cuarto lugar con 39.638 votos (2,52%).

## El hombre fuerte del Gabinete
El 24 de julio de 2006 Oscar González fue designado Ministro de Salud de la Provincia, siendo confirmado por el gobernador Juan Schiaretti el 10 de diciembre de 2007. Su gestión estuvo circunscrita a la profundización del Programa de Reforma de la Atención Primaria de la Salud (PROAPS) mediante la reglamentación de la Ley N.º 9133/03 de Garantías Saludables, la reconversión, capacitación e incorporación de recursos humanos en el Equipo de Salud Humana de Córdoba y la ampliación de la infraestructura hospitalaria.
Gran parte de la gestión de González estuvo marcada por conflictos laborales,[cita requerida] sea por la adecuación de tareas o por reclamos de mejoras salariales. En primer lugar, se dispuso, mediante el Decreto N.º 1261/06, una recomposición salarial consistente en el incremento del "Adicional No Remunerativo", el pago de un nuevo "Adicional Remunerativo" y el ascenso de dos categorías en los términos de los artículos 32 a 35 y 78 de la Ley N.º 7625/89 de Creación del Equipo de Salud Humana. En segundo lugar, el Gobernador de Córdoba, a través del Decreto N.º 1003/07, delegó en el ministro de Salud las decisiones concernientes a la administración y designación del personal del Equipo de Salud Humana.
Al aproximarse la elección general para la renovación de autoridades de los poderes ejecutivo y legislativo provincial, Oscar González fue elegido candidato a Legislador uninominal por el Departamento San Javier. En la elección general del 7 de agosto de 2011, González se impuso con casi el 60% de los votos al radical Italo Gudiño, que buscaba la reelección. González prestó el juramento de Ley e inmediatamente solicitó licencia en el cargo legislativo para asumir como Jefe de Gabinete de la Provincia, cargo creado por el gobernador de la Sota en la modificación de la Ley Orgánica de Ministerios.

## Presidente Provisorio de la Legislatura
Desde 2011 es electo legislador provincial cargos que fue reelecto en 2015 y 2019. En 2013 asume la presidencia provisoria, cargo que ocupó hasta el 20 de diciembre de 2022, sucedido en el cargo por Francisco Fortuna tras encontrarse investigado por un incidente vial.

## Controversias y procesos judiciales
En octubre de 2022, González protagonizó un accidente de tránsito en el Camino de las Altas Cumbres (provincia de Córdoba), cuando el automóvil BMW X1 que conducía colisionó de frente con un Renault Sandero. En el siniestro falleció la docente Alejandra Bengoa y resultaron gravemente heridas dos adolescentes, una de las cuales quedó con secuelas permanentes. La fiscalía lo imputó por homicidio culposo agravado y lesiones culposas agravadas. Tras el hecho presentó su renuncia a la presidencia provisoria de la Legislatura provincial y fue suspendido como legislador.
Diversas crónicas periodísticas señalaron la presencia de personas retirando bolsos de su vehículo después del choque, lo que generó sospechas sobre un posible intento de ocultamiento de bienes.
En 2023 comenzaron investigaciones federales por presunto enriquecimiento ilícito y lavado de dinero, impulsadas por denuncias de irregularidades patrimoniales posteriores al accidente. Ese mismo año se dictó un embargo de bienes por 22 millones de pesos, a partir de una declaración jurada considerada “irrisoria”.
En 2024 la legisladora Luciana Echeverría denunció que González habría transferido bienes a familiares para ocultar parte de su patrimonio. Al año siguiente, la Cámara Federal de Apelaciones confirmó embargos preventivos por aproximadamente 424 000 dólares y se dispuso su prisión domiciliaria con tobillera electrónica, luego de que se detectara que no presentó su declaración jurada al dejar su mandato en la Legislatura.
En julio de 2025 su defensa solicitó la suspensión del proceso a prueba (probation), ofreciendo una reparación económica a las víctimas. La propuesta fue rechazada por los familiares, quienes reclamaron un juicio oral y público en lugar de un acuerdo económico.
Ese mismo mes contrajo matrimonio con Cristina Vidal mientras cumplía prisión domiciliaria en Villa Dolores.
En agosto de 2025 la Justicia Federal amplió la investigación, incorporando la hipótesis de omisiones y falsedad en su declaración jurada de bienes.